# 神谷村 (福島県)
神谷村（かべやむら）は、福島県石城郡（磐城郡）にあった村。現在の福島県いわき市平地区上神谷。
村役場は現在のいわき市立平第六小学校の東側にあった。駐在所は旧道沿いにかつてあったが現存しない。

## 概要
村内を小川江筋が流れており、稲作が盛ん。またJR常磐線の線路をはさんで南側の地域は、住宅街になっている。出羽神社と立鉾神社という由緒正しい神社が二つあり、秋になると出羽神社では祭りが行われる。
近くに「下神谷」という地名もあるが、旧・草野村なので旧・神谷村ではない。

## 歴史
- 1889年4月1日 - 中神谷村、上神谷村、塩野村、鎌田村、上片寄村、下片寄村が合併して磐城郡神谷村となる。
- 1896年4月1日 - 磐城郡が統合され、石城郡の所属となる。
- 1950年5月15日 - 平市に編入。平市との合併の際、賛成派と反対派で争いがおきた。
- 1966年10月1日 - 平市が周辺市町村と合併していわき市となる。

## 村長
- 佐藤庄太郎（1936年 - 1946年）